# Mario Briceño Iragorry (khu tự quản)
Mario Briceño Iragorry là một khu tự quản thuộc bang Aragua, Venezuela. Thủ phủ của khu tự quản Mario Briceño Iragorry đóng tại El Limón. Khự tự quản Mario Briceño Iragorry có diện tích 54 km2, dân số theo điều tra dân số ngày 21 tháng 10 năm 2001 là 95672 người.